# Burg Schwarzenberg (Plettenberg)

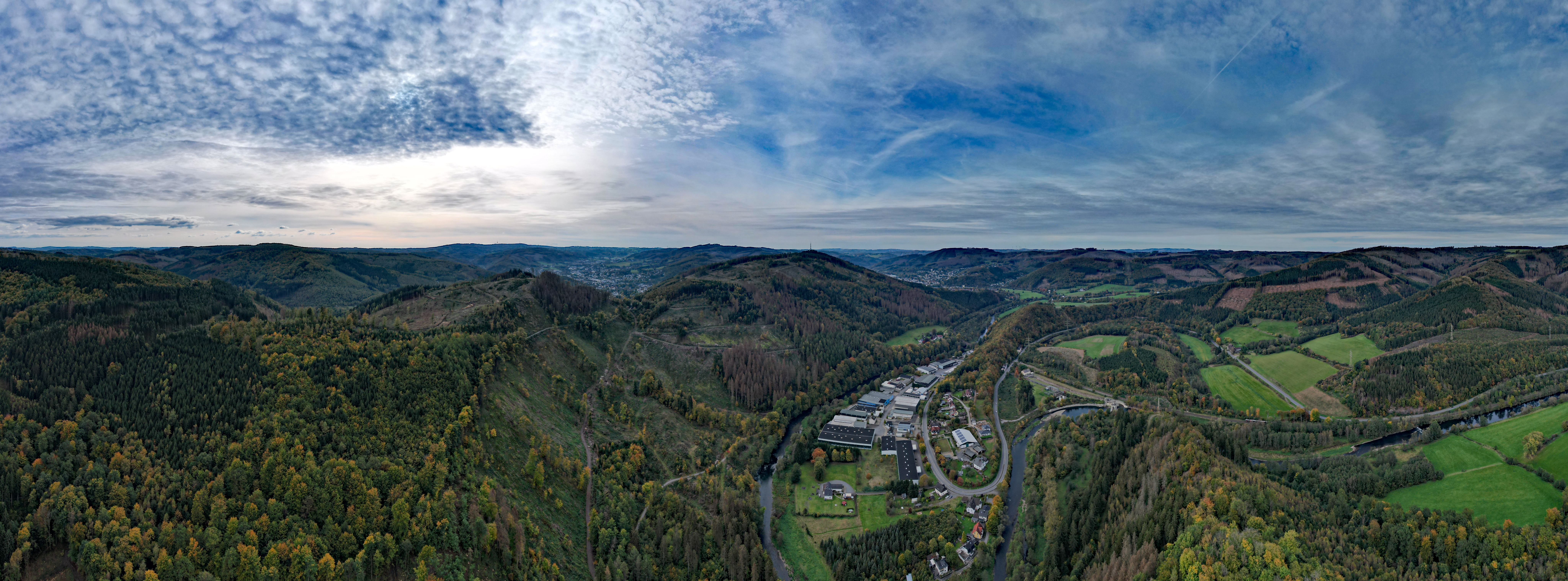
Panorama-Aufnahme vom Schwarzenberg aus.

Die Burg Schwarzenberg ist die Ruine einer Höhenburg in Plettenberg in Nordrhein-Westfalen.

## Geschichte

### Hintergrund
Als militärischer Stützpunkt, Sitz märkischer Amtleute und zeitweilig auch als Aufenthaltsort der Grafen von der Mark bestimmte die zu Beginn des 14. Jahrhunderts errichtete und in der Folgezeit mehrfach baulich veränderte Burg bis zu ihrer endgültigen Zerstörung durch einen Brand im 19. Jahrhundert das Schicksal der Region und der hier lebenden Menschen. Selbst in dem ruinösen Zustand hat die landschaftlich reizvoll über dem Lennetal gelegene Burg nichts von ihrer Anziehungskraft verloren.
Die Gegend um die Burg Schwarzenberg war im Mittelalter stark umkämpft. Hier standen sich die Erzbischöfe von Köln (gemeinsam mit den Grafen von Berg) und die Grafen von der Mark gegenüber. Eberhard I. von der Mark zerstörte 1288 die kölnischen Burgen Isenburg, Volmarstein und Raffenburg sowie die Städte Werl und Menden. Im Osten des Sauerlandes zerstörte Graf Otto von Waldeck Burg und Stadt Hallenberg. Die Burgen Rodenburg (bei Menden) und Waldenburg wurden übernommen. Der Erzbischof von Köln musste das Befestigungsrecht zugestehen und in einer Vereinbarung einräumen, dass keiner auf dem Gebiet des anderen Befestigungen errichten durfte. Es begann eine gegen das kölnische Erzstift gerichtete Burgenpolitik.
In einem Sühnevertrag verzichtet Erzbischof Siegfried von Westerburg 1289 auf alle Ansprüche, insbesondere auf Entschädigung für erlittene Verluste. Zudem musste er die Waldenburg pfandweise dem Grafen Adolf III. von Berg überlassen, der die Burg an Eberhard I. von der Mark weiterverpfändete. In dieser prekären Situation ließ der Erzbischof durch seinen Landmarschall Johann I. von Plettenberg die Burg Schnellenberg instand setzen, um von dort gegebenenfalls Ausfälle in die Mark unternehmen zu können.
Nachdem der  Kölner Erzbischof Wigbold von Holte die Waldenburg am 15. Dezember 1300 wieder eingelöst hatte, sah das märkische Grafenhaus die dringende Notwendigkeit, seine südliche Grenze abzusichern, wofür bislang nur die Stadt Lüdenscheid und die Burg Altena zur Verfügung standen. Beide waren jedoch zu weit von der Grenze entfernt. Möglicherweise um eine arnsbergische Einwilligung zum Bau der Burg Schwarzenberg zu erhalten, verbündete sich Eberhard I. auch mit dem Grafen Ludwig von Arnsberg gegen seine Feinde. Auch von König Albrecht ließ sich Eberhard I. anscheinend sein Befestigungsrecht bestätigen.

### Bau der Burg
Am 11. Juli 1301 schloss Eberhard I. ein Bündnis mit Graf Ludwig von Arnsberg zum geplanten Bau der Burg Schwarzenberg, der am 2. Oktober 1301 ebenfalls von Rutger von Altena begonnen wurde. Eberhards Nachfolger, Engelbert III. von der Mark, entledigte sich der Arnsbergischen  Rechte an Burg Schwarzenberg, indem er im Zuge einer Fehde gegen den Grafen Gottfried IV. von Arnsberg 1352 dessen Burghaus zerstören ließ und sich nunmehr im Alleinbesitz der Anlage befand. Im Jahr 1353 wies der märkische Landesherr seinen Drosten Gerhard von Plettenberg an, die vornehmlich aus einem „starken Turm (Wohnturm)“ und einer kompakten Kernanlage bestehende Burg Schwarzenberg auszubauen und zu verstärken. Des Weiteren übertrug er Gerhard von Plettenberg, der seit 1351 die märkischen Besitzungen in Gummersbach (Oberbergischer Kreis) verwaltete und seit 1343 auf dem Schwarzenberg ein Burglehen innehatte, die Aufgabe, zur Sicherung märkischer Herrschaftsinteressen 1353 Burg und Stadt Neuenrade zu gründen. Da sich Graf Engelbert III. während seiner Regierungszeit (1347–1391) bevorzugt auf Schwarzenberg aufhielt und die Burg somit zeitweilig als „Residenz“ beziehungsweise  Herrschaftsmittelpunkt diente, ist eine großzügige und repräsentative Ausstattung der Anlage anzunehmen. Die Bedeutung, die die Burg Schwarzenberg für Graf Engelbert III. von der Mark hatte, dokumentieren nicht nur die 1353 nachweisbaren Baumaßnahmen, sondern ferner eine 1385 erfolgte Stiftung für die dortige Burgkapelle. Am 1. Mai 1385 stattete er den bereits existierenden „altare to dem Swartenberge“ mit Gütern in dem unweit von Neuenrade gelegenen Gevern aus. Obwohl sie in Sichtweite der kölnischen Grenze zum Ort Rönkhausen lag, konnte der Erzbischof den Bau der Burg nicht verhindern. Damit entstand wieder ein Gleichgewicht an der Grenze zu Kurköln.
Die Burg Schwarzenberg zählte neben den Burgen Mark, Altena, Wetter und Blankenstein zu den wichtigsten Landesburgen, was jedoch die Entwicklung Plettenbergs zur Stadt beeinträchtigte.

### Übernahme durch die Herzöge von Berg
Im Verlauf einer Fehde zwischen Graf Adolf II. von Kleve und Herzog Adolf von Berg fiel die Burg um 1397 an den damaligen Verbündeten des Herzogs von Berg, Eberhard von Limburg. Nachdem Graf Adolf II. 1399 zwischen beiden eine Aussöhnung erreicht hatte, wurde die Pfandschaft gegen eine Geldzahlung ausgelöst. Die erforderliche Geldsumme streckte der Ritter Wennemar Dücker dem Grafen Adolf vor und erhielt dafür die Ämter Lüdenscheid Neustadt und Schwarzenberg zum Pfand.
Im Zusammenhang der Erbauseinandersetzungen mit seinem Bruder Gerhard verpfändete Herzog Adolf von Kleve im Jahr 1422 die Burg und das Kirchspiel Plettenberg für 1600 Gulden an Diderich van Hemmerde, sein Bruder Gerhard dann 1423 an Herzog Adolf von Berg. Für 25 Jahre war die Burg nunmehr märkischer Macht entzogen. Herzog Adolf von Jülich-Berg berief 1423 seinen Gefolgsmann Wilhelm II. von Nesselrode zum Amtmann und wies ihn an, auf Burg Schwarzenberg „20 Brotesser“ zu beköstigen. Die zwanzigköpfige Burgbesatzung setzte sich unter anderem aus sechs Wächtern und jeweils einem Torhüter, einem Pförtner, einem Koch und einem Kellner zusammen. Dem Kellner oblagen Rechnungsführung und Verwaltung der Einkünfte aus dem Amtsbezirk. Vor der Übernahme Schwarzenbergs durch Heinrich Ovelacker im Jahre 1425 befand sich die Burg kurzzeitig in der Hand Heinrich Wredes, der Baumaßnahmen an dem Wehr- und Wohnbau hatte vornehmen lassen. Im Pfandbesitz der märkischen Landesburg folgten dem Hermann Ovelacker seine Söhne, von denen Gerhard von der Mark den Schwarzenberg schließlich 1444 zurückerwerben konnte.
Ein Jahr später gelangte die Befestigungsanlage  zusammen mit Herscheid, Altena, Lüdenscheid, Neuenrade und Hörde an den Kölner Erzbischof Dietrich von Moers (1414–1463), der Zustimmung Gerhards von der Mark die Burgen und Ämter Schwarzenberg. Nachdem es dem Grafen von der Mark 1447 gelungen war, Schwarzenberg wieder einzulösen, wurde die Burg im Jahr 1450 für 1500 Gulden an den märkischen Amtmann Wilhelm von Nesselrode verpfändet, der zudem als Pfandherr von Burg und Amt und des Kirchspiels Lüdenscheid in Erscheinung tritt. Sechs Jahre später, 1456, gestatteten Graf Gerhard und sein Neffe, Herzog Johann I. von Kleve-Mark († 1481), dem Evert von der Mark, einem unehelichen Sohn Gerhards, Burg und Amt für 1500 Gulden von Wilhelm von Nesselrode wieder einzulösen. Sie übertrugen Evert die Burg Schwarzenberg auf Lebenszeit mit der Auflage, den Besitz keinesfalls zu veräußern.

### Übernahme durch die Familie von Plettenberg
Im Jahre 1513 verpfändete Herzog Johann II. von Kleve-Mark (1521) die Burg für ein Darlehen von 2.600 Goldgulden an Heidenreich von Plettenberg, bei dessen Nachkommen sie 140 Jahre lang verblieb, bis Kurfürst Friedrich Wilhelm von Brandenburg sie wieder einlöste. Im 17. Jahrhundert waren Wohnturm und Burgkapelle nur noch als Ruinen erhalten.
1661 gelang es Christoph von Plettenberg, die vernachlässigte Burg als eingesetzter Drost zu erwerben, auch die dazugehörigen Ländereien, Rechte und Einkünfte der Familie von Plettenberg. Schließlich gelangte die Burg an die 1788 von Karl Wilhelm Georg von Plettenberg und seiner Frau Christine Luise von Bodelschwingh gestiftete Linie Plettenberg-Bodelschwingh, die hier bis etwa 1830 wohnte und den im ehemaligen Zwingerbereich liegenden Barockgarten anlegte. Ab 1836 dienten die Gebäude dem Förster Ludwig Vetter aus Lenhausen und später seinem Sohn als Unterkunft.
Nach einem Blitzeinschlag brannte die Burg am 13. Juni 1864 mit den gesamten übrigen Wohngebäuden völlig ab, so dass die noch stehenden Mauern wegen Einsturzgefahr größtenteils abgerissen werden mussten. Das gewonnene Steinmaterial diente zum Neubau das noch erhaltenen Forsthauses unterhalb der Burg. Heute befindet sich die Burgruine im Besitz von Nachkommen der Bodelschwingh-Plettenbergs, der Familie zu Inn- und Knyphausen zu Bodelschwingh. Seit 1911 wird sie im derzeitigen Zustand erhalten.

## Anlage

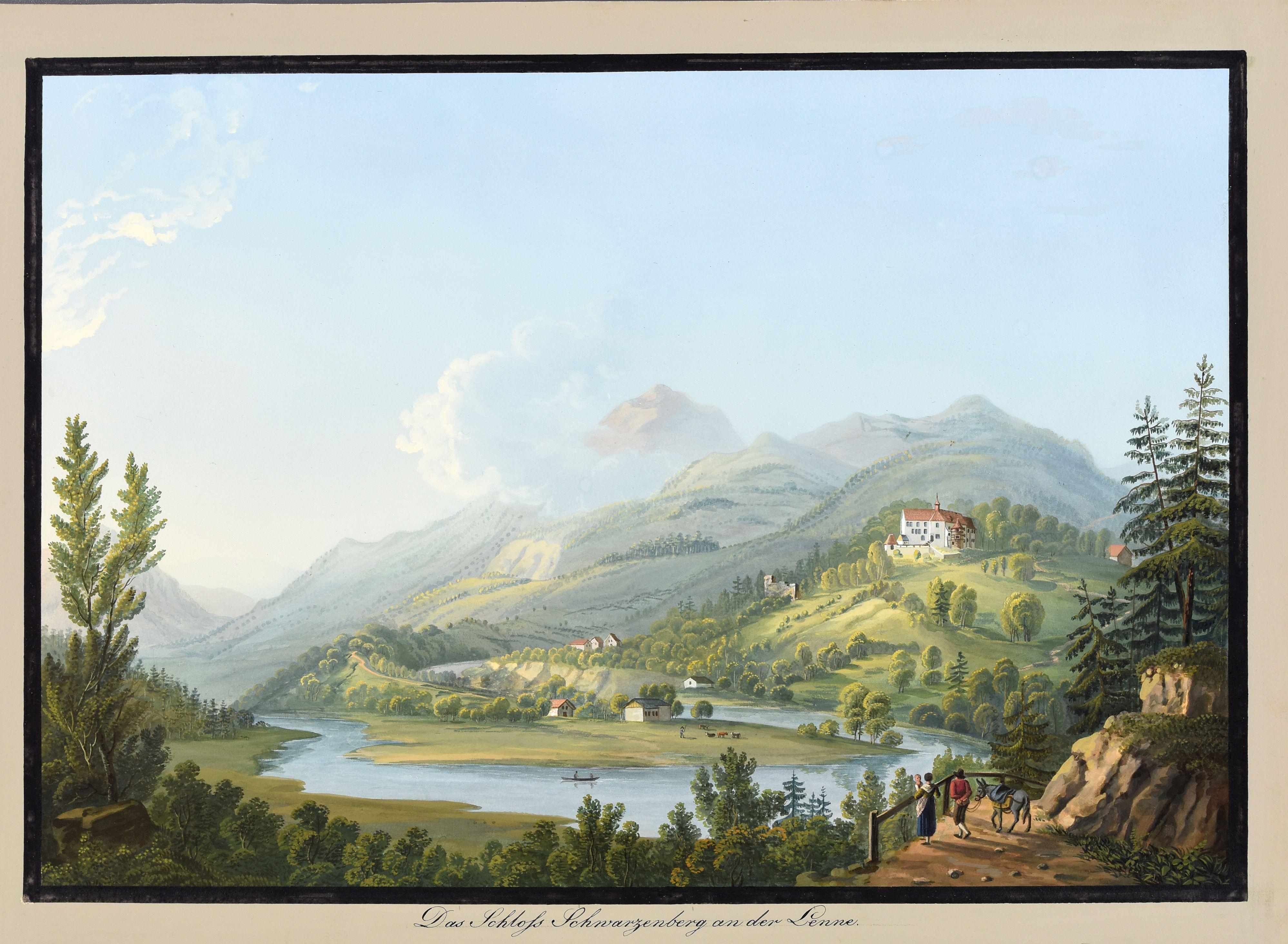
Bleuler, Schloß Schwarzenberg, um 1810.

Die Burg bestand zunächst nur aus einem Bergfried mit einer Seitenlänge von etwa 13 Metern und bildete zusammen mit dem Brunnen und dem Grafenhaus die erste Ausbaustufe. Weiter folgten der Ausbau des Roisthauses, Schmiede, Backhaus und der Burgkapelle. Vermutlich im letzten Bauabschnitt im 15. Jahrhundert erfolgte die Ummauerung der Kernburg, so dass der äußere Burghof mit der Gartenanlage entstand. Der Burgbrunnen, welcher zwischen 1981 und 1985 von der Plettenberger Schützengesellschaft freigelegt wurde, hat eine Tiefe von 26 Metern. Heute noch erkennbar ist die an der Ostseite des ehemaligen Backhauses sichtbare Außentoilette. Grundmauern des Drostenhauses, eines runden Aufstieges und des Kurfürstenhauses sind ebenso erhalten wie des Backhauses und Teile des Bergfriedes mit dem vorgenannten Brunnen.

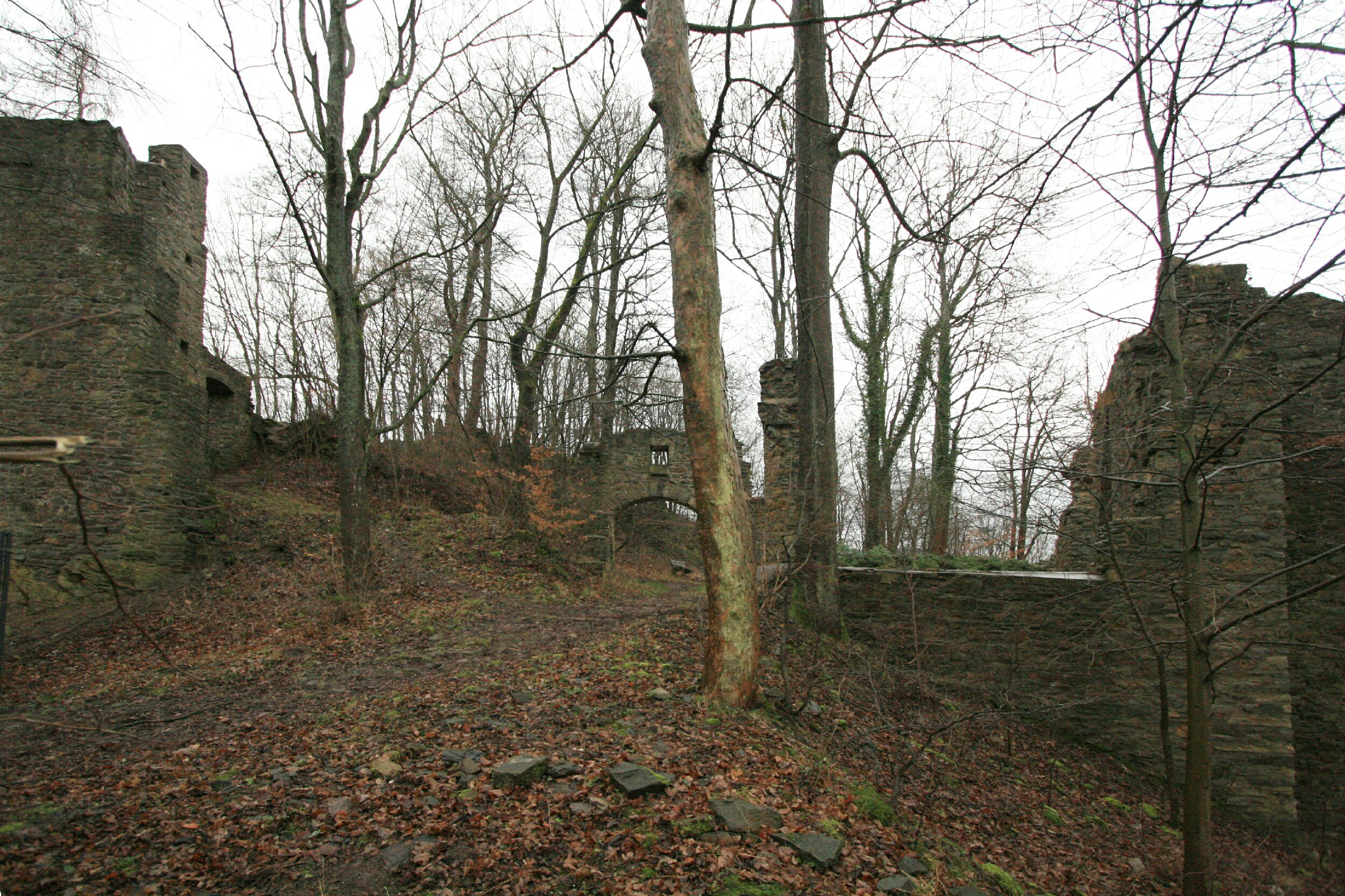
Blick nach Nordost, links Roisthaus, Mitte Pforte, rechts Drostenhaus
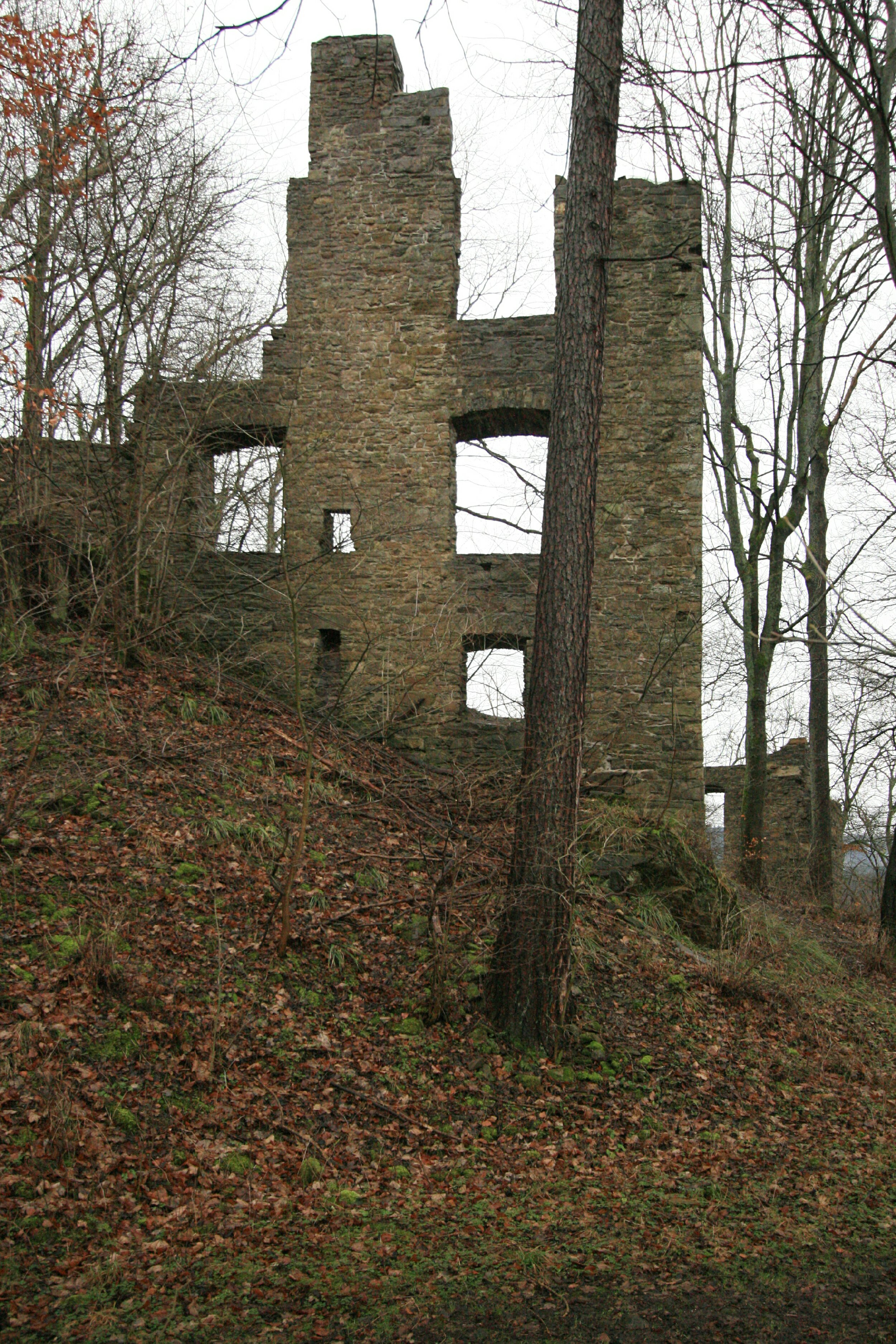
Blick nach Südost, Außenansicht Roisthaus
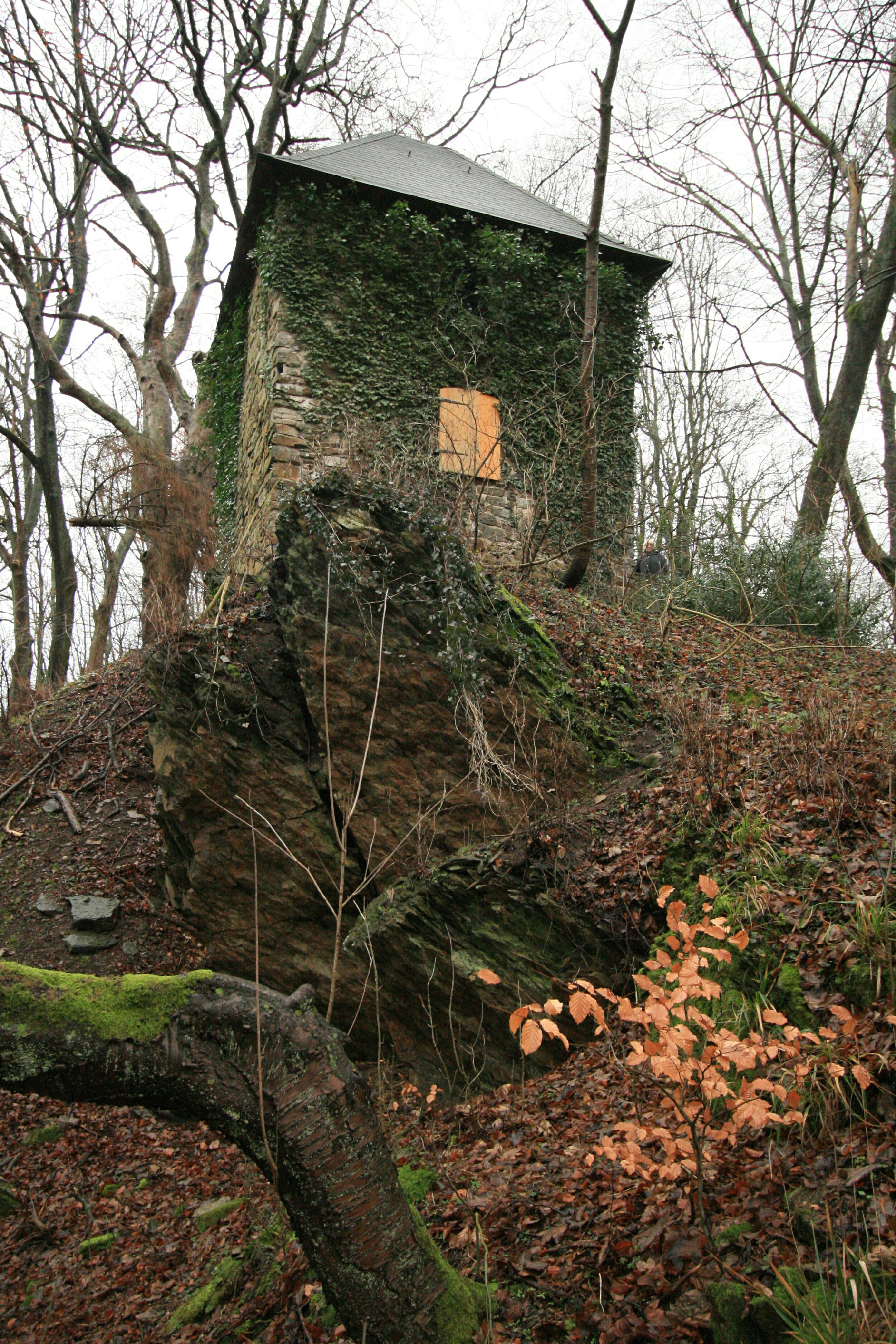
Blick nach Nordost, Wartturm, Außenansicht
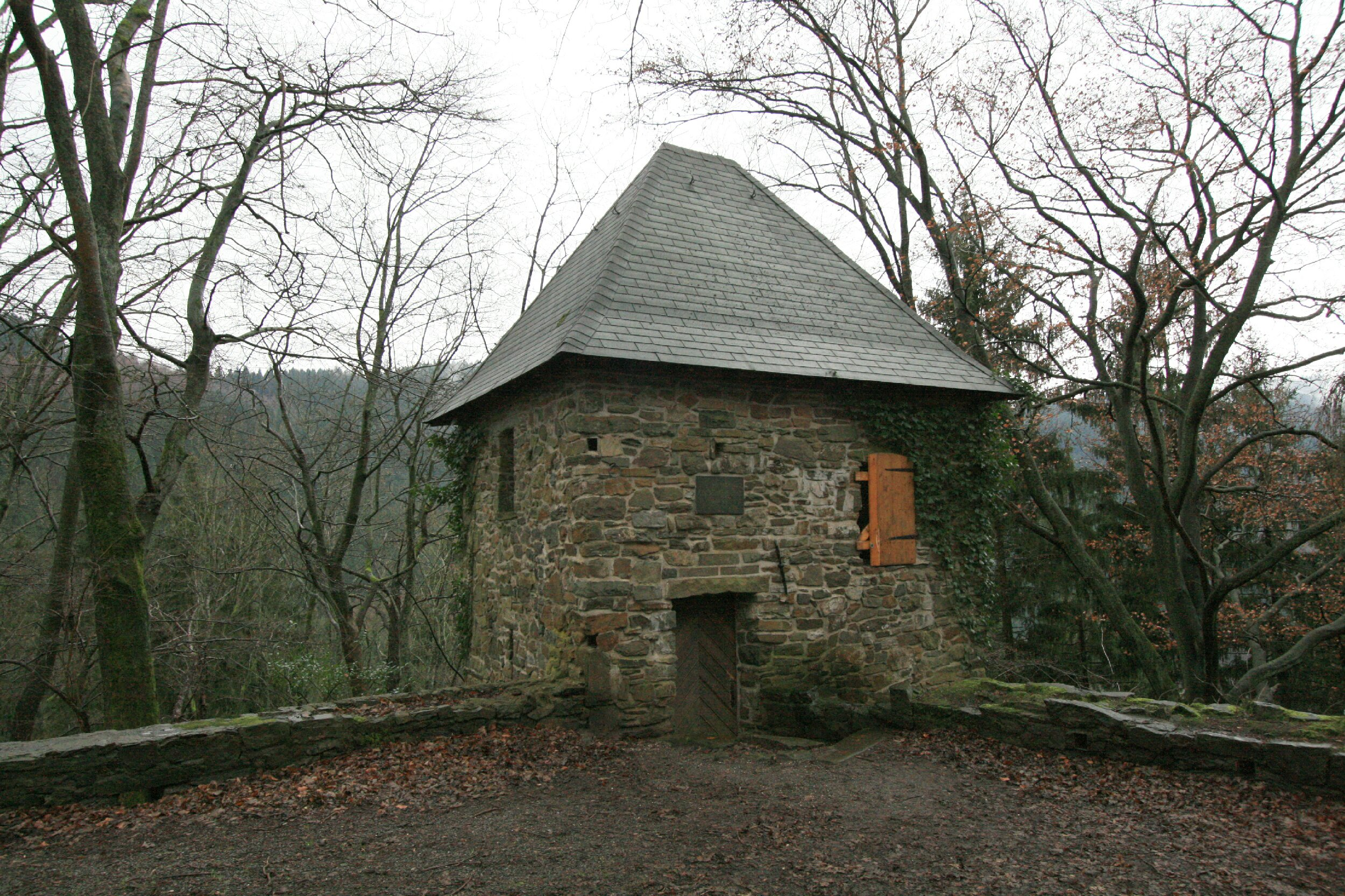
Blick nach Südwest, Wartturm, Innenansicht
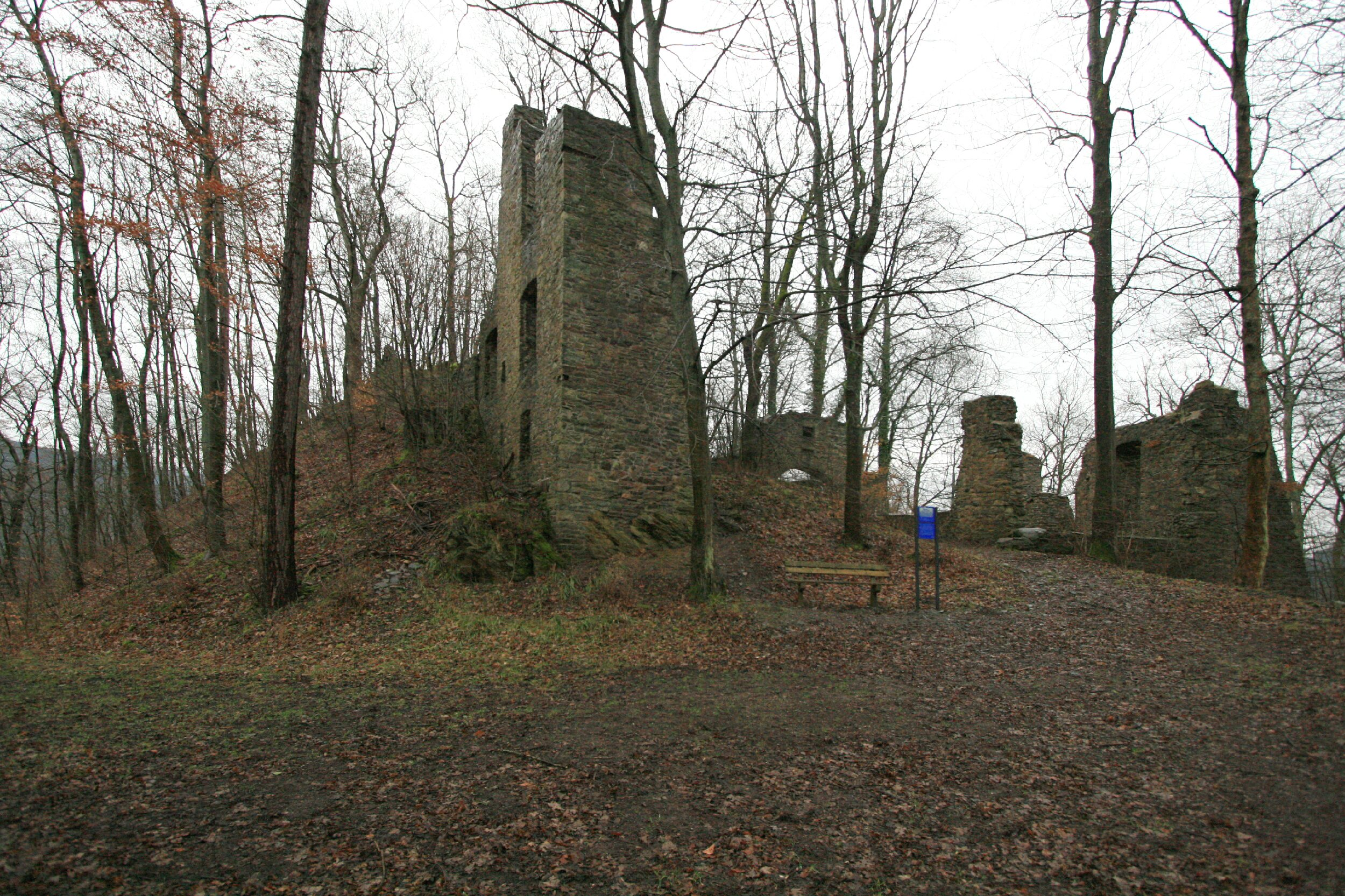
Blick nach Nordost, Blick zur Hauptburg
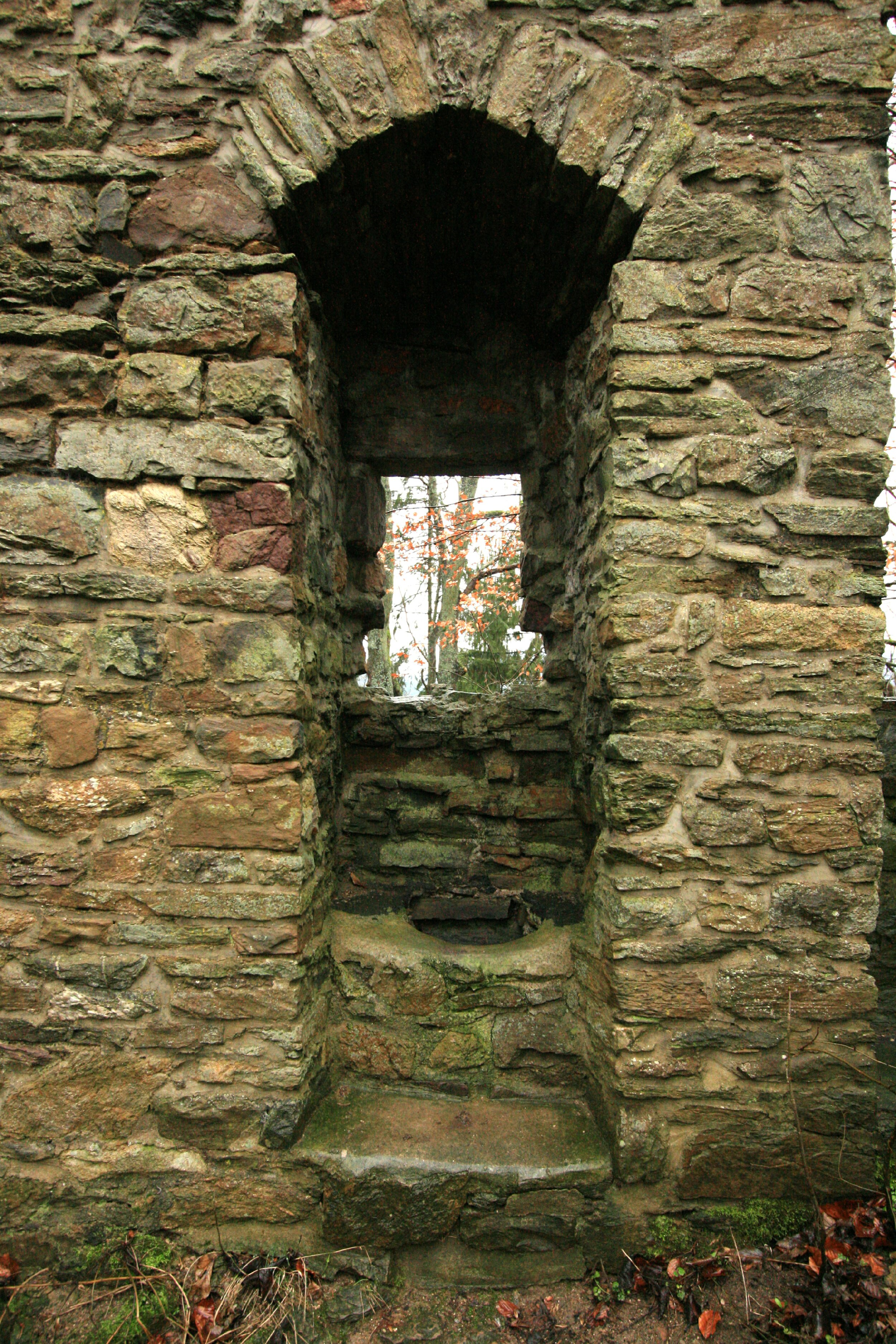
Toilettenanlage im Außenmauerwerk
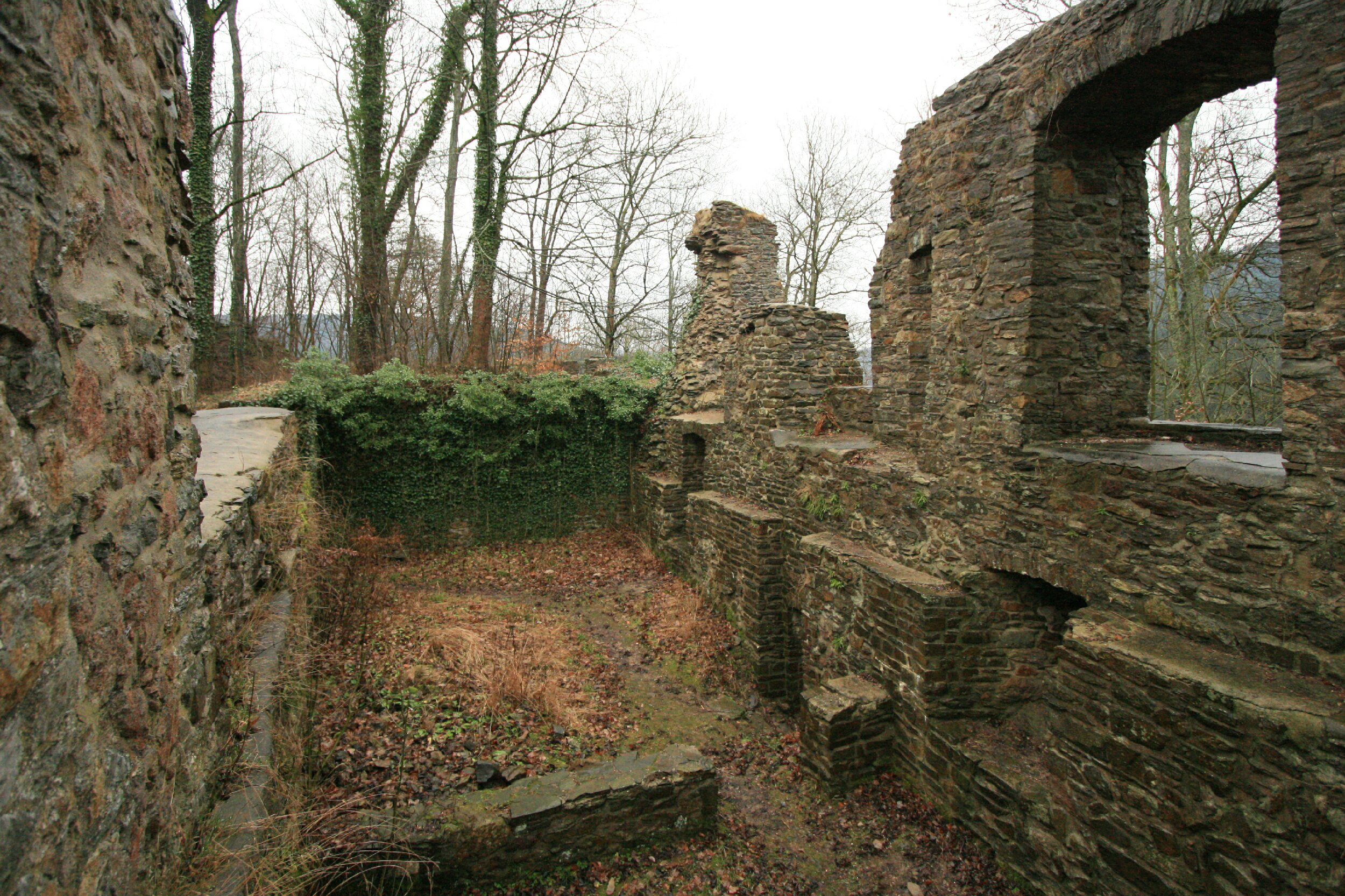
Blick nach Nordost, Untergeschoss Drostenhaus
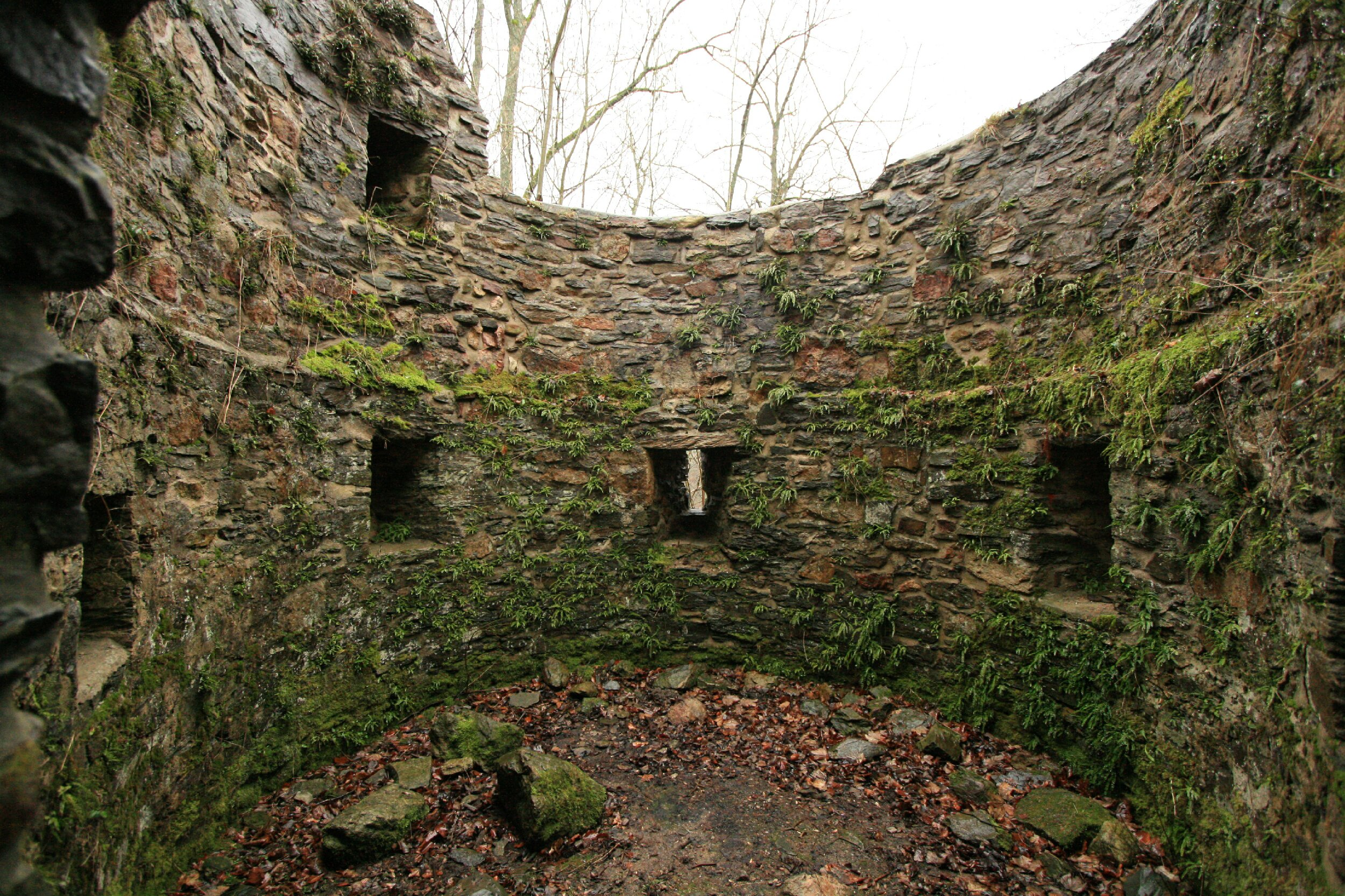
Blick nach Nordost, Untergeschoss Runder Aufstieg
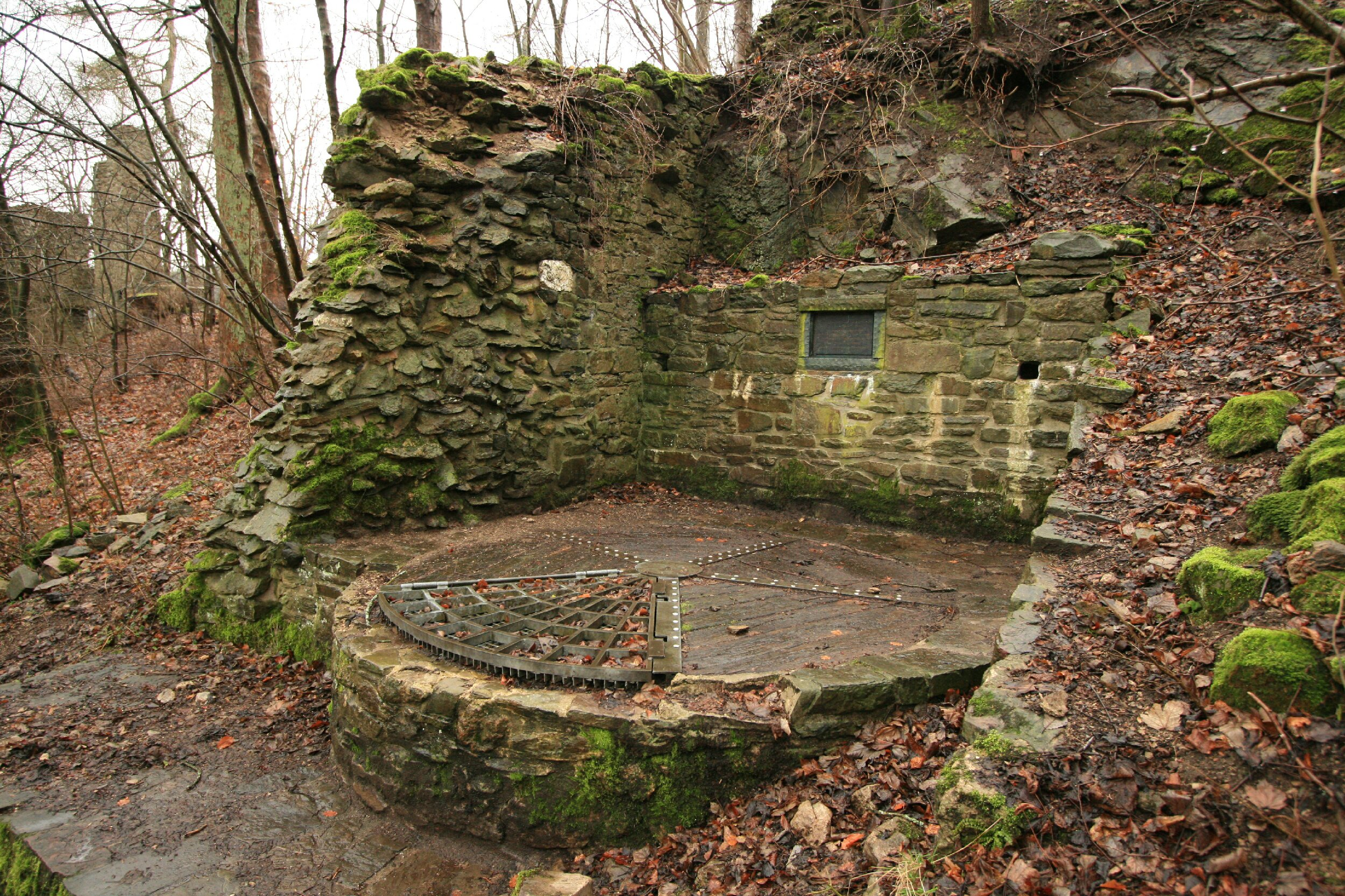
Brunnen
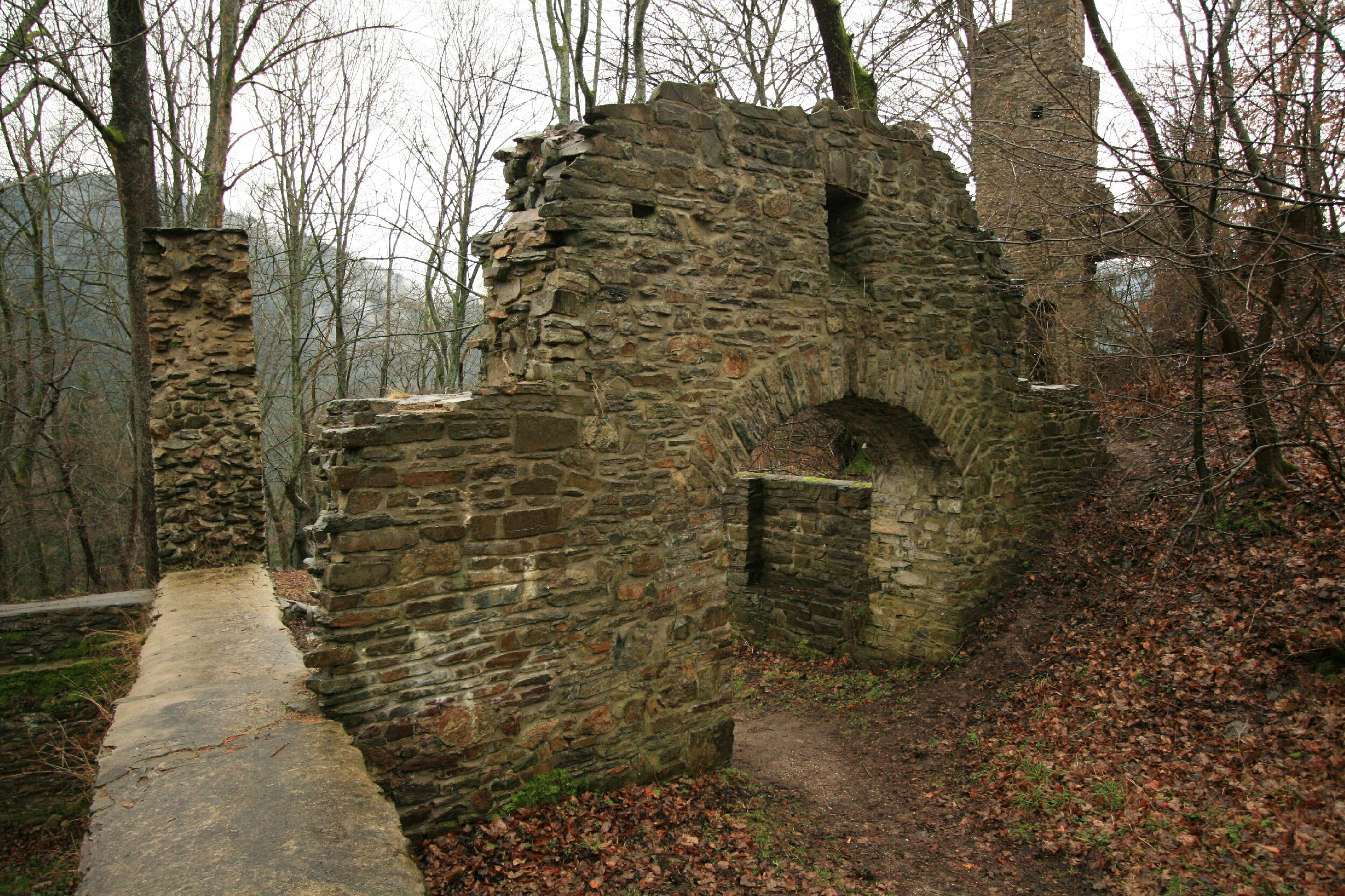
Blick nach Westen, Pforte Innenseite
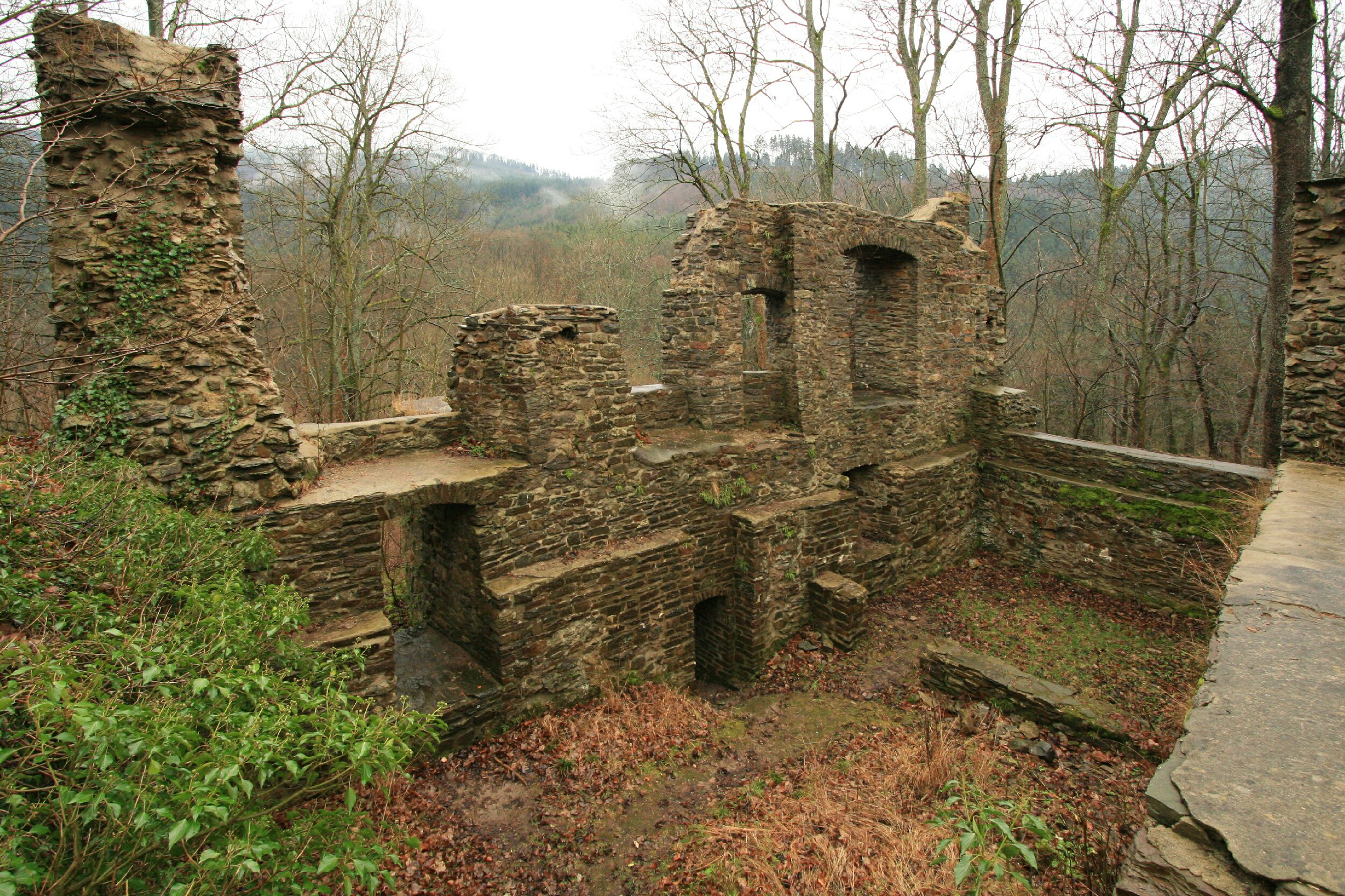
Blick nach Süden, Drostenhaus